# Phylica fulva
Phylica fulva är en brakvedsväxtart som beskrevs av Christian Friedrich Frederik Ecklon och Zeyh.. Phylica fulva ingår i släktet Phylica och familjen brakvedsväxter. Inga underarter finns listade i Catalogue of Life.